# ديرليس غونزاليز
ديرليس البرتو غونزاليز غاليانو (بالإسبانية: Derlis Alberto González Galeano)‏ مواليد 23 مارس 1994م هو لاعب كرة قدم في باراغواي يلعب في المنتخب الوطني باراغواي. شارك منتخب بلاده في كوبا أمريكا 2015 المقامة في تشيلي.

## روابط خارجية
- ديرليس غونزاليز على موقع الاتحاد الدولي (مؤرشف)  (الإنجليزية)
- ديرليس غونزاليز على موقع الاتحاد الأوربي (الإنجليزية)
- ديرليس غونزاليز على موقع اتحاد أوكرانيا (الإنجليزية)
- ديرليس غونزاليز على موقع قاعدة بيانات كرة القدم.إي يو (الإنجليزية)
- ديرليس غونزاليز على موقع ناشيونال فوتبول تيمز (الإنجليزية)
- ديرليس غونزاليز على موقع Soccerway.com (الإنجليزية)
- ديرليس غونزاليز على موقع عالم كرة القدم.نت (الإنجليزية)
- ديرليس غونزاليز على موقع AS.com (الإسبانية)